# Júlio Ferreira
Júlio Ferreira (São José de São Lázaro, 29 de abril de 1994) es un deportista portugués que compite en taekwondo.
Ganó una medalla de oro en el Campeonato Europeo de Taekwondo de 2016, en la categoría de –74 kg. En los Juegos Europeos de Bakú 2015 consiguió una medalla de bronce en la categoría de –80 kg.

## Palmarés internacional
| Juegos Europeos    | Juegos Europeos   | Juegos Europeos   | Juegos Europeos |
| Año                | Lugar             | Medalla           | Categoría       |
| ------------------ | ----------------- | ----------------- | --------------- |
| 2015               | Bakú (Azerbaiyán) | Medalla de bronce | –80 kg          |
| Campeonato Europeo |                   |                   |                 |
| Año                | Lugar             | Medalla           | Categoría       |
| 2016               | Montreux (Suiza)  | Medalla de oro    | –74 kg          |